# Pneumonoultramicroscopicsilicovolcanoconiosi
Pneumonoultramicroscopicsilicovolcanoconiosi (pronuncia: ) è una parola coniata dal presidente della National Puzzlers' League come sinonimo della malattia chiamata Silicosi. È la parola più lunga contenuta in un dizionario inglese.

## Etimologia
La parola può essere suddivisa in sette parti:
1. Pneumono: dal greco antico (pneúmōn) significa polmone;
2. Ultra: oltre;
3. Microscopic: riferito alla finezza del particolato;
4. Silico: in riferimento alla polvere di silice;
5. Volcano: riferito alla cenere vulcanica;
6. Coni: dal greco antico (kónis) che significa cenere;
7. Osi: suffisso che indica la condizione clinica.